# Jižní Korea na Letních olympijských hrách 1968
Jižní Koreu na Letních olympijských hrách v roce 1968 v Mexiku reprezentovala výprava 54 sportovců (41 mužů a 13 žen) v 11 sportech.

## Medailisté
| Medaile | Jméno           | Sport | Soutěž                        |
| ------- | --------------- | ----- | ----------------------------- |
| Stříbro | Jee Yong-Ju     | Box   | Muži váha lehká muší do 49 kg |
| Bronz   | Chang Kyou-Chul | Box   | Muži váha bantamová do 54 kg  |